# Stazione di Ospedale
La stazione di Ospedale (detta anche Ospedale San Paolo) è una stazione ferroviaria di Bari,  della ferrovia Bari-San Paolo gestita dalla Ferrotramviaria.

## Storia
La stazione di Ospedale, come il resto della linea, venne inaugurata il 24 giugno 2008 e aperta all'esercizio il 22 dicembre dello stesso anno.

## Movimento
È servita dai treni metropolitani della linea FM1 delle Ferrovie del Nord Barese, che collega il quartiere San Paolo al centro cittadino. Le frequenza del servizio è di un treno ogni 40 minuti.